# Ден Хартог, Арно
Арнольд Питер Бернард (Арно) ден Хартог (нидерл. Arnold Pieter Bernard (Arno) den Hartog, 8 ноября 1954, Осс, Нидерланды) — нидерландский хоккеист (хоккей на траве), полевой игрок. Участник летних Олимпийских игр 1984 года. 

## Биография
Арно ден Хартог родился 8 ноября 1954 года в нидерландском городе Осс.
Играл в хоккей на траве за «Кампонг» из Утрехта.
В 1984 году вошёл в состав сборной Нидерландов по хоккею на траве на летних Олимпийских играх в Лос-Анджелесе, занявшей 6-е место. Играл в поле, провёл 5 матчей, мячей не забивал.
В 1979—1985 годах провёл за сборную Нидерландов 109 матчей, забил 17 мячей.
По окончании игровой карьеры руководил отделом обучения и развития Нидерландской хоккейной ассоциации, впоследствии был координатором организации Top Sport.